# Stade français
Ne doit pas être confondu avec le Stade de France, le plus grand stade en France.
Pour les articles homonymes, voir Stade français (homonymie).
 (septembre 2018).
Si vous disposez d'ouvrages ou d'articles de référence ou si vous connaissez des sites web de qualité traitant du thème abordé ici, merci de compléter l'article en donnant les références utiles à sa vérifiabilité et en les liant à la section « Notes et références ».
Le Stade français est un club omnisports parisien fondé en 1883 et situé au complexe sportif omnisports Géo-André à Paris, dans le 16e arrondissement de Paris, à côté du Parc des Princes.
Il est fondateur et adhérent de la Fédération française des clubs omnisports.

## Historique

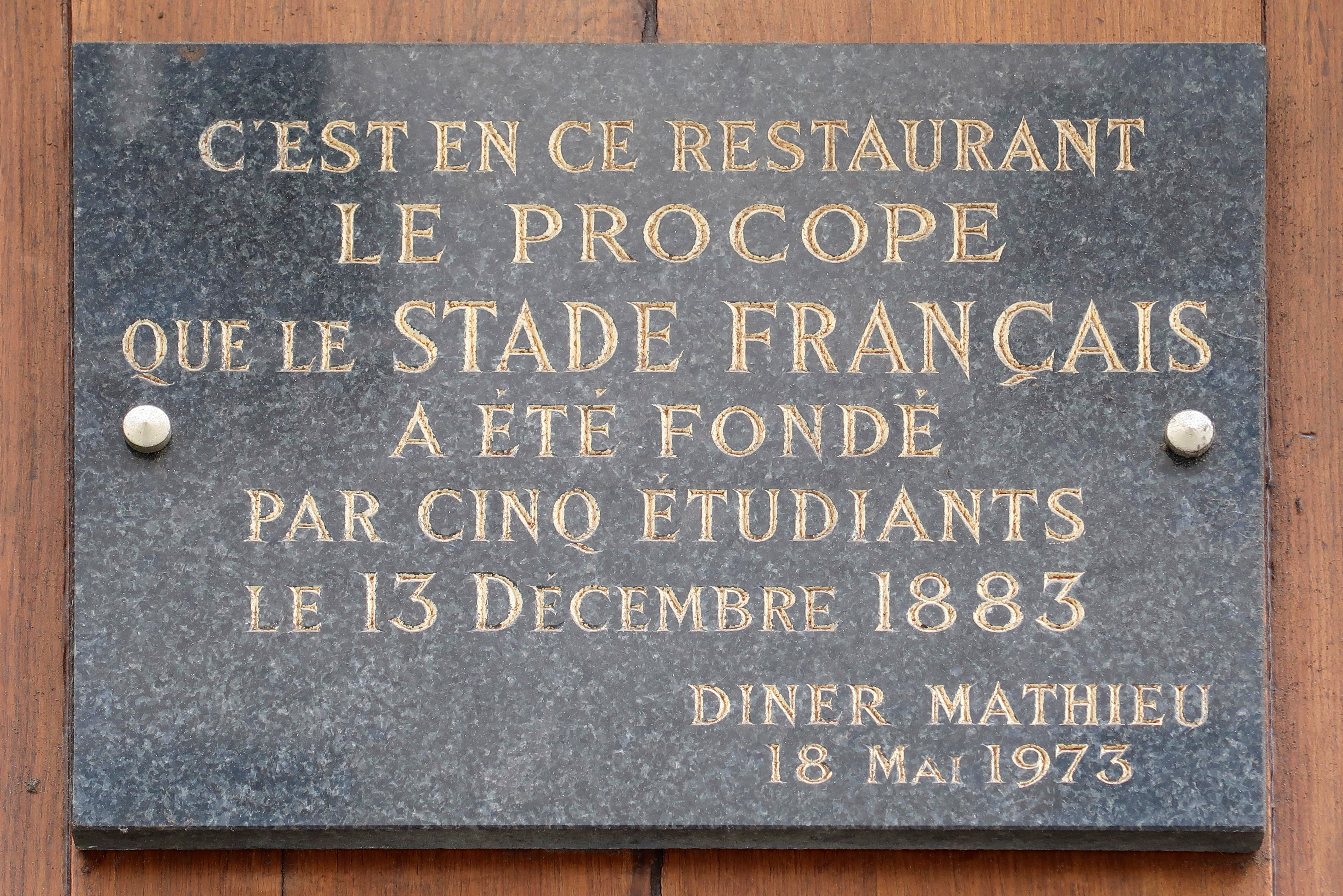
Plaque au Café Procope (Paris).

L'association est fondée 13 décembre 1883 au café Procope à Saint-Germain-des-Prés par quelques adolescents désireux d'organiser des activités athlétiques à l'extérieur du lycée Saint-Louis, situé boulevard Saint-Michel dans le 6e arrondissement de Paris.
Il s'agit d'abord de faire du sport, notamment de la course à pied, mais rapidement, les jeunes sociétaires s'intéressent au « rugby football » pratiqué par les exilés britanniques de Paris, et qui devient la pratique phare du club. Le nom « stade » est choisi par les étudiants en hommage aux athlètes de l'Antiquité, qui se réunissaient en un lieu nommé « stadium ».
La société sportive fonde ses premières sections : course à pied, cyclisme, rugby à XV et tennis. Elle remporte son premier titre national en cross-country en 1889. Elle accueille des lycéens parisiens, si bien que son effectif est à teneur fortement scolaire et surtout universitaire, comme le montrent les compositions de ses équipes de rugby de l'époque. En 1887, le Stade et le Racing Club de France créent l'Union des sociétés françaises de course à pied qui deviendra en 1889 l'Union des sociétés françaises de sports athlétiques, ancêtre de nombreuses fédérations sportives modernes. En 1901, le club s'installe à La Faisanderie dans le Parc de Saint-Cloud.
Le Stade français affronte le Racing Club de France qui devient le premier club champion de France de rugby à XV en 1892 en remportant le match.
C'est à l'initiative du club que le Stade Roland-Garros est construit (en collaboration avec le Racing Club de France) et inauguré en 1928 lors d'une rencontre de coupe Davis[réf. nécessaire]. Cette même année, la section football du Stade français remporte le titre de champion de France de football, qui était encore amateur[réf. souhaitée]. Jusqu'aux années 1950, le club remporte plusieurs trophées, dans de nombreux sports, comme l'athlétisme, le basket-ball, le tennis de table et le hockey sur glace et sur gazon[réf. souhaitée]. Il crée des sections handball et volley-ball après la guerre.
Les années 1960 sont plus difficiles, même si certaines sections demeurent fortes, notamment chez les femmes (hockey sur gazon)[réf. souhaitée]. C'est à cette époque que l'athlétisme quitte le site de Roland-Garros pour s'installer au stade Géo André dans le 16e arrondissement de Paris. Dans les années 1970, une alliance avec le club de natation de Courbevoie débouche sur la création d'un club (le SFOC) qui obtient d'excellents résultats dans les championnats de France[réf. souhaitée].
Ce sont les résultats des athlètes féminines du club, comme Marie-José Pérec, ainsi que les équipes de basket-ball et de handball, qui remettent le Stade français sur le devant de la scène dans les années 1980[réf. nécessaire]. Les sections judo, squash et badminton sont fondées grâce aux nouvelles installations conçues et réalisées par les dirigeants du Stade en 1997-1998, transformant ainsi le très vétuste stade Géo André en un centre sportif moderne qui était devenu le siège social dès 1966. En 1993-1994, le rapprochement de sa section rugby avec celle du CASG Paris permet au Stade français de disputer le championnat de France dans le vieux stade Jean Bouin.
En 2022, le club aux couleurs bleu et rouge compte près de 11 000 sociétaires. Ses athlètes ont remporté plus de 80 médailles olympiques[réf. nécessaire] et d'innombrables titres de champions de France (plus de 1 000 titres individuels et une centaine de titres par équipe)[réf. nécessaire]. Il compte une vingtaine de sections. Certaines ont également disparue : les sports de glace, le cricket ou encore le cyclisme.
Une figure marquante du Stade reste Géo André, rugbyman talentueux et athlète polyvalent médaillé d'argent à 18 ans au saut en hauteur lors des épreuves d'athlétisme des Jeux olympiques de Londres en 1908. Pilote de chasse dans l'escadrille des Cigognes et blessé pendant la Première Guerre mondiale, il est encore désigné pour prononcer le serment olympique aux Jeux olympiques de 1924 à Paris sous les couleurs du Racing.
En 2023, le Stade français fête ses 140 ans au travers de nombreuses manifestations, et avec un logo commémoratif spécialement créé pour l'occasion. Tout au long de l'année, les sections du Stade français organisent des événements en lien avec les valeurs et missions du club.

## Image et identité

### Couleurs du club
Le club évolue principalement en rouge et bleu, couleurs de la ville de Paris. A savoir, un maillot bleu avec un short rouge ainsi que si besoin des chaussettes bleues et rouges.

### Logo

Blason du club des années 1960 aux années 1980.
Logo actuel du Stade français.
Logo pour les 140 ans du club.

## Sections sportives
Le Stade français compte aujourd'hui 21 sections sportives.
- Athlétisme (depuis 1883) : Stade français (athlétisme)
- Badminton
- Baseball
- Basket-ball : section masculine et section féminine
- Escrime
- Football : Stade français (football)
- Golf
- Handball : Stade français (handball)
- Hockey sur gazon : Stade français (hockey sur gazon)
- Judo
- Natation
- Natation synchronisée : Stade français (natation synchronisée)
- Rugby à XV : Stade français Paris
- Ski
- Squash
- Tennis
- Triathlon
- Voile
- Volley-ball : section masculine et Union Stade français-Saint-Cloud Paris (féminines)
- Bridge
- Danse

De plus le Stade Français comprend deux activités : le Fitness et le Multisports.
Sections disparues

Hockey sur glace : Stade français (hockey sur glace)
- Baseball (champion de France en 1954 et finaliste en 1955)
- Cyclisme

## Personnalités liées au club

### Athlétisme
- Géo André
- Laurence Bily
- Yves Brouzet
- Guy Drut
- Laurence Elloy
- Jean Galfione
- Marcel Hansenne
- Jules Ladoumègue
- Odile Lesage
- Emile Lesieur
- Alain Mimoun
- Micheline Ostermeyer
- Marie-José Pérec
- Marie-Josée Ta Lou

### Basket-ball
- Patrick Cham
- Hervé Dubuisson
- Laurent Dorigo

### Football
- Larbi Benbarek
- Georges Carnus
- Robert Dauphin
- Helenio Herrera
- Jean Nicolas
- André Simonyi

### Haltérophilie
- Charles Rigoulot

### Judo
- Patrick Roux

### Natation
Stade français Olympique Courbevoie
- Maurice Lusien
- Jean Pommat
- Véronique Jardin

### Patinage
- Pierre Brunet
- Andrée Joly

### Rugby à XV
- Louis Dedet
- Henri Amand
- Marcel Communeau
- Adolphe Jauréguy
- Max Guazzini
- Bernard Laporte

### Tennis
- Géo André
- Marcel Bernard
- Patrice Dominguez
- René Lacoste
- Simonne Mathieu
- Pascal Portes

## Installations
- Stade Géo André, Paris

Géo-André est un complexe sportif multisports et le siège social du Stade français. Situé dans le 16e arrondissement de Paris et à 5 minutes de la porte de Saint-Cloud, à proximité du Parc des Princes et de Roland Garros, il accueille chaque semaine 4000 jeunes sportifs du club et des établissements scolaires voisins.
- La Faisanderie, domaine national de Saint-Cloud

Il est situé au cœur du Parc National de Saint-Cloud, à 10 min de Paris. Fort de plus de 3500 membres[réf. nécessaire], il comprend un ensemble de 36 courts de tennis (19 en terre battue, 3 en gazon synthétique, 14 en dur), un piscine découverte chauffée (ouverte d'avril à octobre) et d'autres terrains de jeu, comme le football et le rugby.
- Haras Lupin, Vaucresson

Situé à 15 min de Paris, le Golf du Haras Lupin de 26 hectares en Ile-de-France offrant un parcours homologué de 9 trous et un practice de 60 postes.
- Le golf de Courson-Monteloup

Vaste d’une centaine d’hectares, le golf de Courson, est situé à 30 minutes de Paris, dans l’Essonne. Dessiné par Robert Von Hagge, il propose un parcours de 36 trous, soit 4 parcours de 9 trous permettant 6 combinaisons différentes.

## Annexe